# چارلی بیولی
چارلی بیولی (انگلیسی: Charlie Bewley؛ زادهٔ ۲۵ ژانویهٔ ۱۹۸۱) یک هنرپیشه اهل بریتانیا است. وی از سال ۲۰۰۹ میلادی تاکنون مشغول فعالیت بوده‌است.
از فیلم‌ها یا برنامه‌های تلویزیونی که وی در آن نقش داشته‌است می‌توان به گرگ و میش: سپیده‌دم - قسمت دوم، گرگ و میش: سپیده‌دم - قسمت اول، گرگ و میش: ماه نو، گرگ و میش: کسوف، برخورد، دریاچه، سربازان ثروت و خواهر داماد اشاره کرد.